# Klaus Boltze
Klaus Boltze (* 23. Juli 1928 in Zwickau; † 13. April 2014 in Bochum) war ein deutscher Schauspieler und Regisseur. Er war Dozent der Westfälischen Schauspielschule Bochum.

## Leben und Wirken
Er stammte aus Sachsen. Mit 17 Jahren ging er an die Schauspielschule des Deutschen Theaters in Berlin. Danach erhielt er ein Engagement an den Städtischen Bühnen in Frankfurt am Main bei Generalintendant Harry Buckwitz. Später wechselte er an das Bochumer Schauspielhaus unter Hans Schalla. In Bochum lehrte er über 30 Jahre an der Schauspielschule.
Mit U. Kabitz verfasste er 1954 die Schrift Drei biblische Pantomimen.

## Hörspiele (Auswahl)
- 1949: Johann Wolfgang von Goethe: Die Wette – Bearbeitung und Regie: N. N. (Hörspielbearbeitung, Kurzhörspiel – RIAS Berlin)
- 1949: Kurt Ihlenfeld: Die goldenen Tafeln. Ein weihnachtliches Spiel – Regie: Hermann Schindler (Hörspiel – RIAS Berlin)
- 1958: Alfred Döblin: Berlin – Alexanderplatz – Regie: Fränze Roloff (Hörspielbearbeitung – HR)
- 1960: Günter Bruno Fuchs: Ich war einmal ein König (Verkäufer) – Regie: Theodor Steiner (Hörspiel – HR)
- 1982: Dante Alighieri: Die göttliche Komödie (1. und 3. Teil) (Thomas von Aquin) – Übersetzung, Bearbeitung, Komposition und Regie: Dieter Schönbach (Hörspielbearbeitung – WDR)

Quelle: ARD-Hörspieldatenbank